# Slipgate Ironworks
Slipgate Ironworks ApS (раніше Interceptor Entertainment ApS та Slipgate Studios ApS) — данський розробник відеоігор зі штаб-квартирою в Ольборзі. У серпні 2021 року компанію придбали Saber Interactive.

## Історія
Interceptor Entertainment була заснована у 2010 році в Фредеріком Шрайбером в Гернінзі. Першим проєктом компанії стала Duke Nukem 3D: Reloaded, фанатський ремейк Duke Nukem 3D (1996), анонсована у жовтні 2010 року, але заморожена вже у вересні 2011 року. У лютому 2014 року Interceptor випустили нову гру під назвою Duke Nukem: Mass Destruction. У відповідь власники торгової марки Duke Nukem Gearbox Software подали судовий позов на компанію, що призвело до зміни назви проєкту на Bombshell у травні того ж року. У березні 2014 року співвласник Interceptor, SDN Invest, придбали компанію-творця франшизи Duke Nukem, 3D Realms.
У 2016 році Interceptor спільно з 3D Realms анонсували платформер Rad Rodgers на основі рушія Unreal Engine 4. Краудфандингова кампанія на Kickstarter стартувала у вересні 2016 року з початковою метою у $50 000 і успішно закінчилась, зібравши $81 861 за 30 днів. У березні 2017 року Interceptor оголосили про свою реструктуризацію та зміну назви на Slipgate Studios. Студія також продала права на ліцензію Rad Rodgers компанії THQ Nordic. Щоб уникнути плутанини з однойменною компанією в Лас-Вегасі, Slipgate Studios вдруге змінили свою назву на Slipgate Ironworks у березні 2019 року. Це ім'я належало давно збанкрутілій компанії Джона Ромеро.
У серпні 2021 року, у рамках спільної угоди на $313 млн, Slipgate Ironworks разом з ще кількома ігровими розробниками, придбав шведський холдинговий гігант Embracer Group, зробивши її однією з дочірніх компаній свого оперативного підрозділу Saber Interactive.
У березні 2024 року Saber Interactive була продана новій, заснованій Метью Карчем компанії, Beacon Interactive. Разом із Saber в угоду увійшли їхні численні студії, включно з Slipgate Ironworks.

## Розроблені відеоігри
| Рік  | Назва               | Платформи                                                                         | Примітки                                  | Дж.    |
| ---- | ------------------- | --------------------------------------------------------------------------------- | ----------------------------------------- | ------ |
| 2013 | Rise of the Triad   | Windows                                                                           |                                           | [ 14 ] |
| 2016 | Bombshell           | Windows                                                                           |                                           | [ 5 ]  |
| 2018 | Rad Rodgers         | Windows, PlayStation 4, Xbox One                                                  |                                           | [ 8 ]  |
| 2019 | Ancestors Legacy    | PlayStation 4, Xbox One                                                           | Порт                                      | [ 15 ] |
| 2020 | Daymare: 1998       | PlayStation 4, Xbox One                                                           | Порт                                      | [ 16 ] |
| 2020 | Ghostrunner         | Nintendo Switch, Windows, PlayStation 4, Xbox One                                 | Спільно з One More Level                  | [ 17 ] |
| 2020 | Metamorphosis       | Nintendo Switch, PlayStation 4, Xbox One                                          | Порт                                      | [ 18 ] |
| 2020 | Paradise Lost       | Nintendo Switch, PlayStation 4, Xbox One                                          | Порт                                      | [ 19 ] |
| 2022 | Of Bird and Cage    | Nintendo Switch, PlayStation 4, Xbox One                                          | Порт                                      | [ 20 ] |
| 2023 | Phantom Fury        | Windows                                                                           |                                           | [ 21 ] |
| 2023 | Warpaws             | Nintendo Switch, Windows, PlayStation 4, PlayStation 5                            | Спільно з 2B Games                        | [ 22 ] |
| 2023 | Kingpin: Reloaded   | Windows                                                                           | Ремастер Kingpin: Life of Crime           | [ 23 ] |
| 2024 | Graven              | Nintendo Switch, Windows, PlayStation 4, PlayStation 5, Xbox One, Xbox Series X/S | В дочасному доступі                       | [ 24 ] |
| 2024 | Wrath: Aeon of Ruin | Nintendo Switch, PlayStation 4, Xbox One                                          | Порт                                      | [ 25 ] |
| 2024 | Core Decay          | Windows                                                                           |                                           | [ 26 ] |
| 2024 | SiN Reloaded        | Windows                                                                           | Ремастер SiN, спільно з Nightdive Studios | [ 27 ] |
| 2025 | Tempest Rising      | Windows                                                                           | Спільно з 2B Games                        | [ 28 ] |
| ЩНВ  | Warpaws             | Nintendo Switch, PlayStation 5, Windows, Xbox Series X/S                          | Спільно з 2B Games                        | [ 29 ] |

### Скасовані
- Duke Nukem 3D: Reloaded
- Devil's Hunt